# Президентские выборы в Алжире (2009)
Президентские выборы в Алжире прошли 9 апреля 2009 года.

## Отмена ограничения количества сроков
Совет министров объявил 3 ноября 2008 года, что планируемая конституционная поправка отменяет ограничение президента двумя сроками. Таким образом, президент Абдель Азиз Бутефлика мог выставить свою кандидатуру в третий раз. 12 ноября 2008 года Народное национальное собрание поддержало снятие ограничения, хотя Объединение за культуру и демократию голосовало против.

## Результаты
Результаты президентских выборов в Алжире 9 апреля 2009 года
| Кандидат — Партия                                                           | Кандидат — Партия                                        | Голоса     | %     |
| --------------------------------------------------------------------------- | -------------------------------------------------------- | ---------- | ----- |
|                                                                             | Абдель Азиз Бутефлика — Фронт национального освобождения | 12 911 705 | 84,24 |
|                                                                             | Луиза Ханун — Рабочая партия                             | 604 258    | 4,22  |
|                                                                             | Мусса Туати — Алжирский национальный фронт               | 330 570    | 2,31  |
|                                                                             | Джахид Юнси — Движение за национальную реформу           | 176 674    | 1,37  |
|                                                                             | Али Фавзи Ребаин — Ahd 54                                | 133 129    | 0,93  |
|                                                                             | Мохаммед Саид — Партия справедливости и свободы          | 132 242    | 0,92  |
|                                                                             | Недействительных бюллетеней                              | 1 042 727  | 7,25  |
| Всего (явка 74,54 %)                                                        | Всего (явка 74,54 %)                                     | 15 351 305 |       |
| Источник: presse-dz.com Архивная копия от 15 ноября 2012 на Wayback Machine |                                                          |            |       |

Официальная явка была опротестована оппозицией, некоторые её представители заявляли, что реальная явка составляла 16 %. Неформальные наблюдатели от посольства США называли явку максимум 25-30 %.